# Matt Mullican
Matt Mullican (Santa Monica, Califòrnia, 1951) és un artista estatunidenc.
Va estudiar al California Institute of the Arts, a Valencia (Estats Units), i compta amb un ampli registre que comprèn des de les tècniques més artesanals fins a les tecnologies més sofisticades. En la seva obra, de complexitat peculiar, investiga els sistemes de coneixement, els símbols, els signes i el llenguatge, tot reflectint la fascinació que l'artista sent per la relació entre la percepció i la representació.